# Ophiocoma erinaceus
Ophiure noire
Espèce
Ophiocoma erinaceus, communément appelé l'Ophiure noire, est une espèce d'ophiures de la famille des Ophiocomidae.

## Description
Comme la plupart des ophiures, l'ophiure noire est formée d'un disque central mou et aplati autour duquel rayonnent 5 bras allongés en pointe, permettant une reptation rapide.
Cette ophiure de l'indo-pacifique est une espèce robuste, avec un disque central rigide mesurant 3 cm de diamètre maximum, arrondi et rebondi comme un coussinet et finement granuleux ; il est d'ordinaire d'un noir profond mais peut être décoré de motifs clairs sur la face orale. Les cinq bras charnus et recouverts d'épaisses plaques très visibles, sont relativement longs (jusqu'à 12 cm), et s'affinent vers la pointe ; ils sont généralement noirs mais parfois eux aussi décorés de brun. Le long des bras, de chaque côté, se trouve une rangée d'écailles qui ont pris la forme de piquants (mesurant moins d'un centimètre de long), et disposés en peigne,.
Elle est souvent confondue avec la très proche Ophiocoma cynthiae, plus abondante, mais s'en distingue par ses podia rouge vif. 

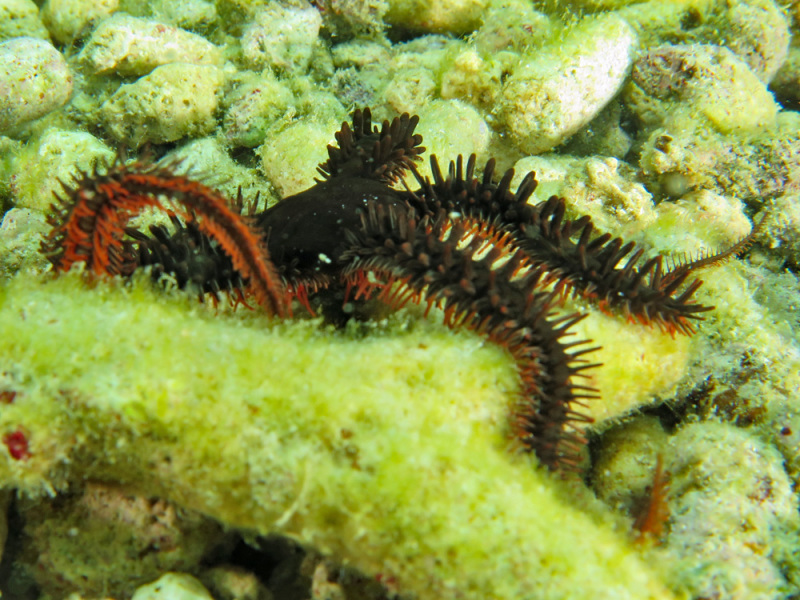
Spécimen australien.

## Habitat et répartition
On trouve cette ophiure dans l'océan Indien, où elle peut être très commune (elle est habituellement l'espèce la plus rencontrée par les baigneurs et plongeurs en eaux peu profondes). On la rencontre des côtes est-africaines au Japon et à l'Australie, et même jusqu'à Hawaï.
Son habitat de prédilection est dans les eaux peu profondes des lagons coralliens, là où le fond est riche en morceaux de corail ou de roches sous lesquels elle peut se cacher pendant la journée, à l'abri des prédateurs.

## Écologie et comportement

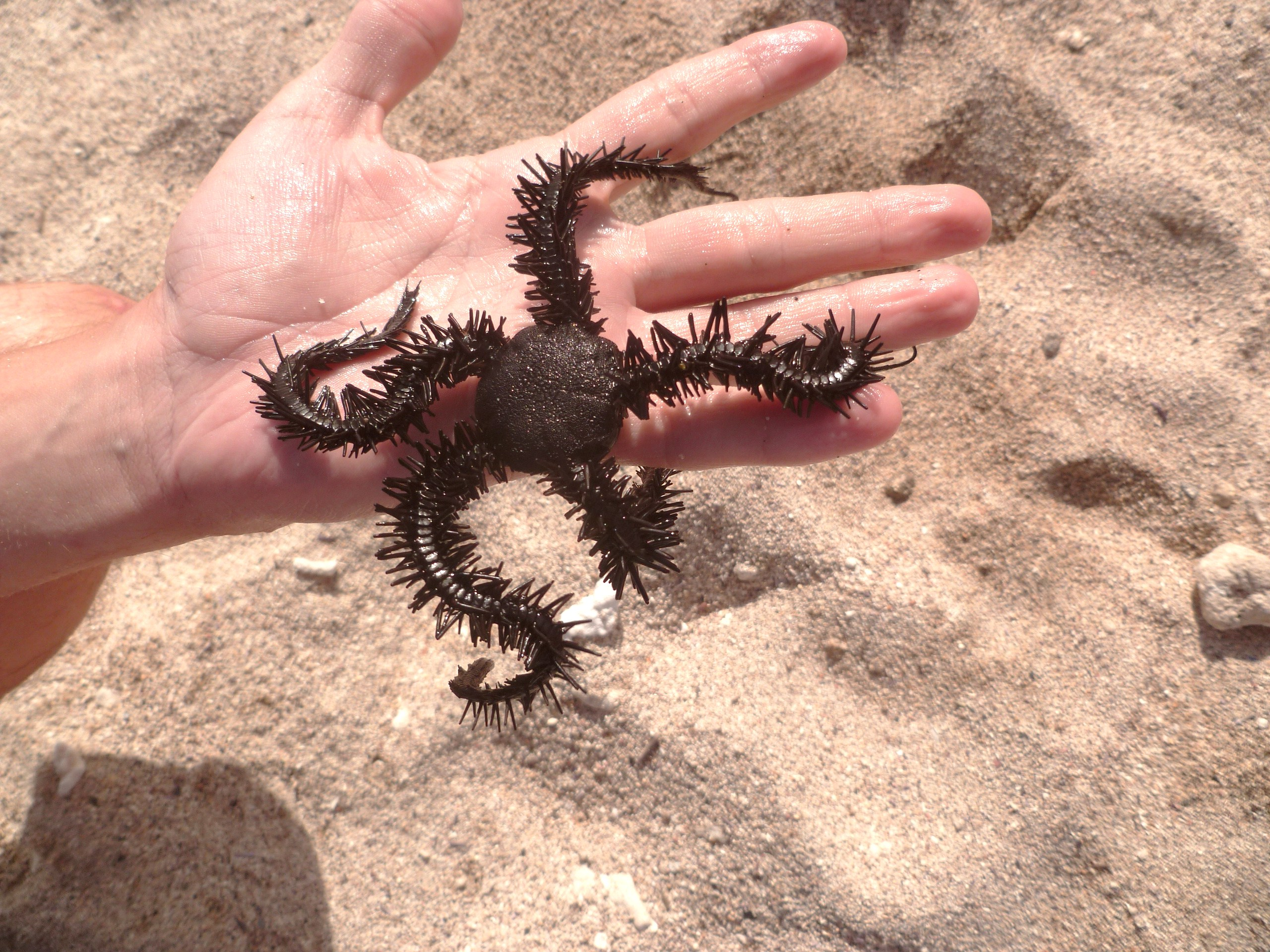
Ophiure noire tenue en main à La Réunion.

### Alimentation
L'ophiure est omnivore opportuniste à tendance charognarde, pouvant manger des particules en suspension, des débris organiques, des feutrages bactériens, mais aussi des charognes ou même exercer une chasse à de petits animaux vivants.

### Reproduction
La reproduction est gonochorique, et mâles et femelles relâchent leurs gamètes en même temps grâce à un signal phéromonal, en pleine eau, où œufs puis larves (appelées ophiopluteus) vont évoluer parmi le plancton pendant quelques semaines avant de rejoindre le sol.